# Martillo de cincelar

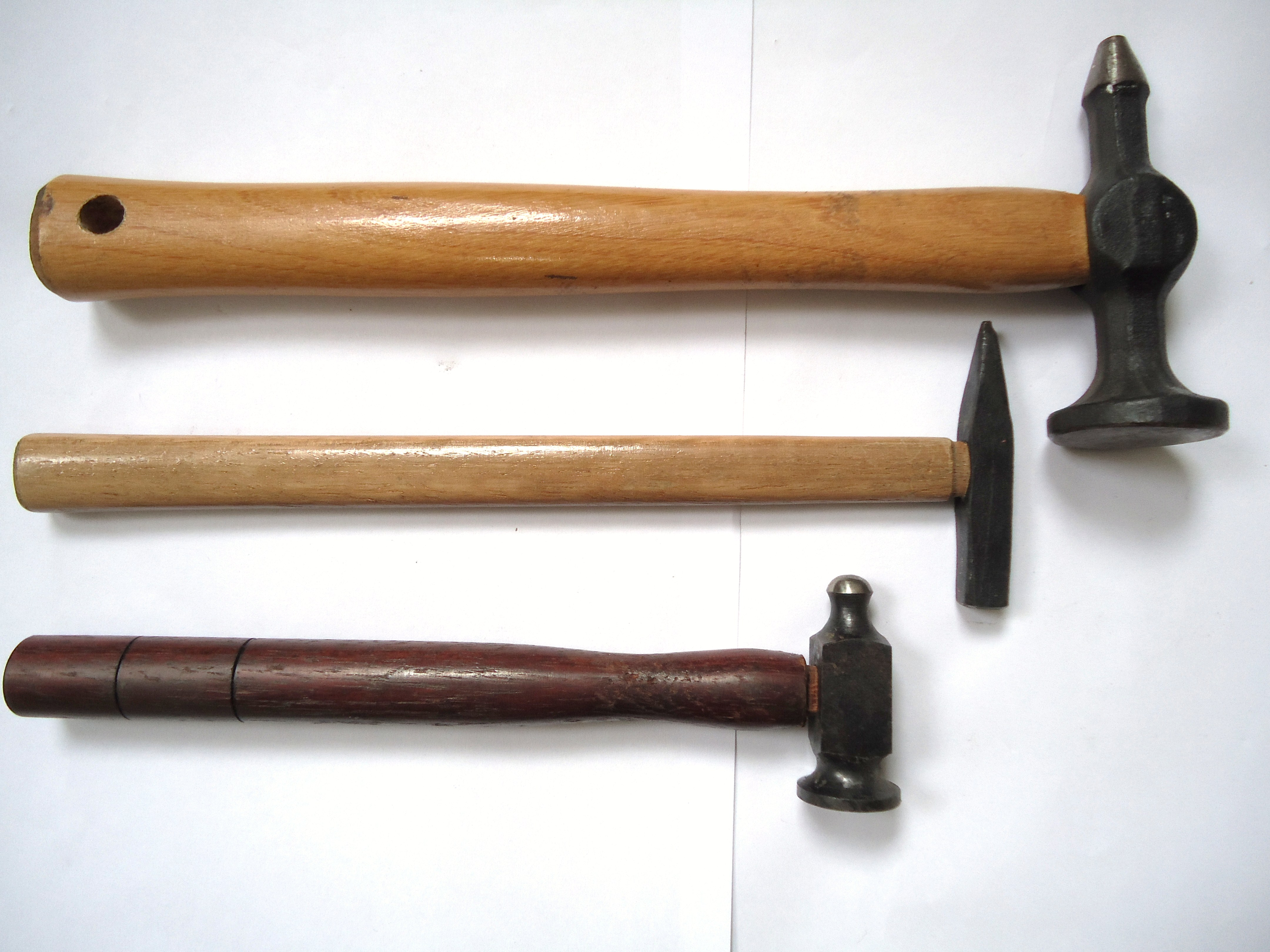
Martillos de cincelar (primero y tercero)

Se denomina martillo de cincelar el tipo de martillo que utilizan los grabadores de medallas y los cincelistas. 
El martillo se caracteriza por tener uno de los extremos de la cabeza más ancho y plano de lo normal. Los cincelistas lo utilizan aplicando golpes menudos sobre el cincel que se levanta en cada ocasión. Es de este modo como se consiguen las aristas o los planos que acentúan el modelado de los objetos de metal. 